# Sint-Michielskerk (Sittard)
De Sint-Michielskerk, Sint-Michaëlskerk of (historisch gezien) Paterskerk in Sittard is een kerkgebouw in het historische centrum van deze stad. De huidige parochiekerk is gelegen aan de Markt 24, naast het voormalige Dominicanenklooster. De kerk is beschermd als rijksmonument.

## Geschiedenis
De kerk werd tussen 1659 en 1661 gebouwd door de paters dominicanen als kloosterkerk van het destijds recentelijk gestichte Dominicanenklooster. Zij hadden op deze plek voordien een kapel in gebruik die oorspronkelijk aan het voormalige gasthuis toebehoorde. In de tweede helft van de 17e eeuw werd het bouwwerk aan de achterzijde, tegen de koorsluiting, uitgebreid met een sacristie met twee bouwlagen. De kerk is een van de weinige gebouwen in Sittard dat niet verwoest is bij de stadsbrand die was aangestoken door Franse troepen in 1677, tijdens de Frans-Nederlandse Oorlog.
Sinds 1675 trekt ieder jaar op de laatste zondag in augustus een processie van de kerk naar de Sint-Rosakapel, om daar de beschermheilige van de stad, Rosa van Lima, te bedanken en te vragen om de stad van verder onheil te behoeden.
Tegenwoordig is het bouwwerk in gebruik als parochiekerk van de parochie H. Petrus en H. Michaël, waar ook de Sint-Petrus' Stoel van Antiochiëkerk onder valt. De kerk is gewijd aan de aartsengel Michaël, ook wel Sint-Michiel genoemd.

## Beschrijving

### Ligging
De Sint-Michielskerk ligt in het beschermde stadsgezicht van Sittard, aan het centrale marktplein en wordt omgeven door verschillende monumentale bouwwerken, waaronder het naastgelegen voormalige Dominicanenklooster.

### Exterieur
De Sint-Michielskerk is een eenbeukige kerk met driezijdig gesloten priesterkoor. De kenmerkende voorgevel wordt gesierd met een mergelen reliëf, voluten en een fronton. Op het dak bevindt zich een dakruiter. Het bouwwerk is verder grotendeels opgetrokken uit baksteen en is gebouwd in Zuid-Nederlandse barokstijl. In het pastoriegedeelte bevindt zich de klokkenstoel met een in 1649 door Franciscus van Trier gegoten klok.

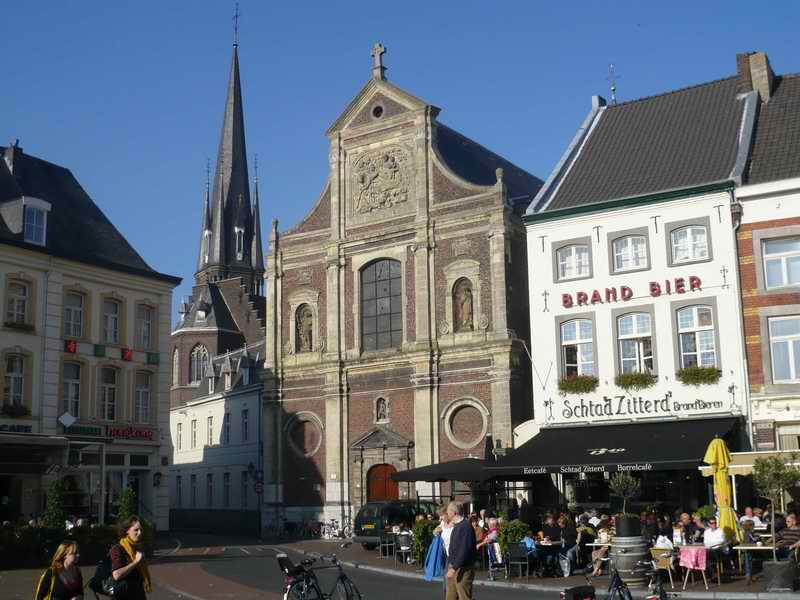
Façade aan de Markt
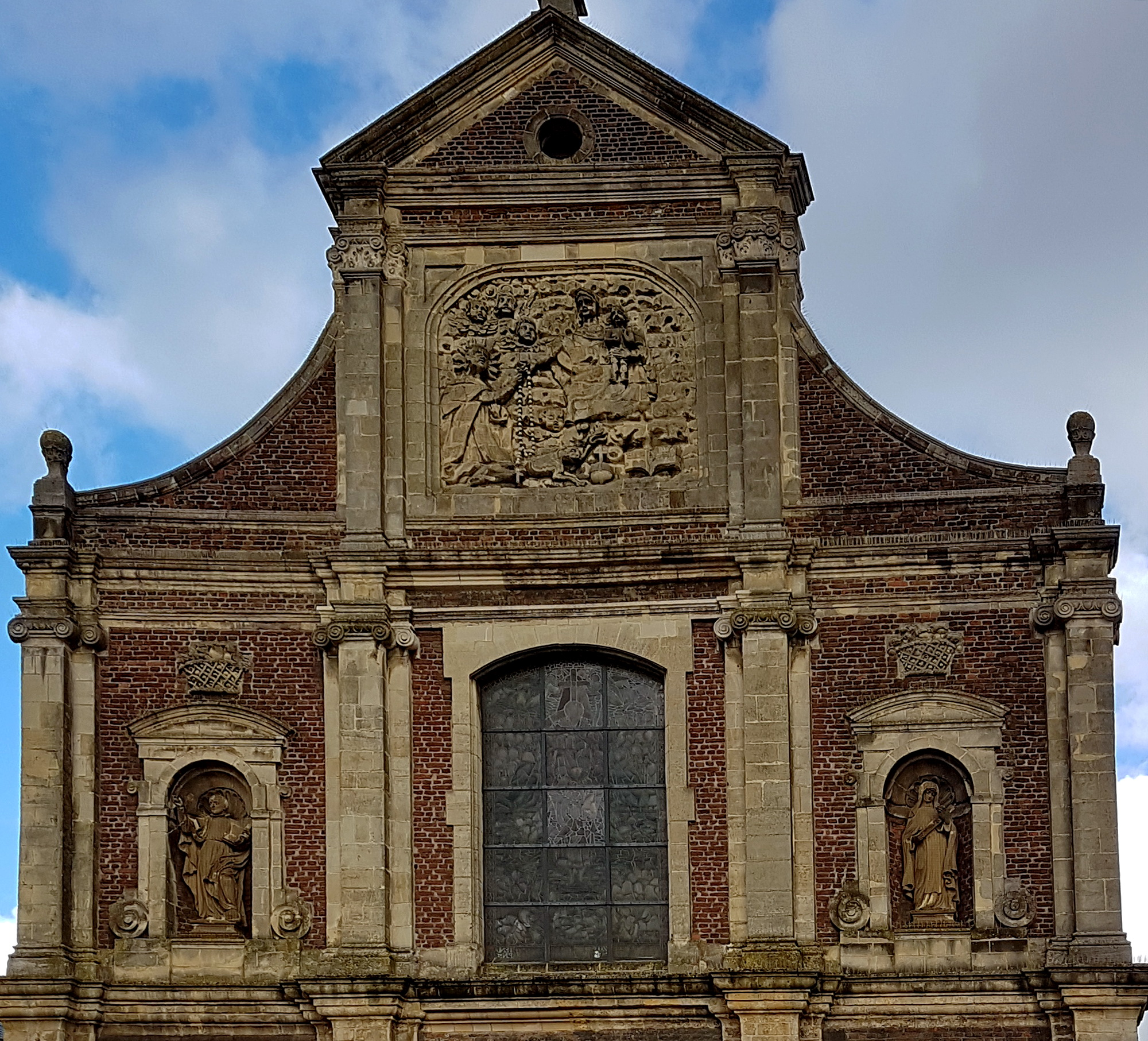
Detail barokfaçade
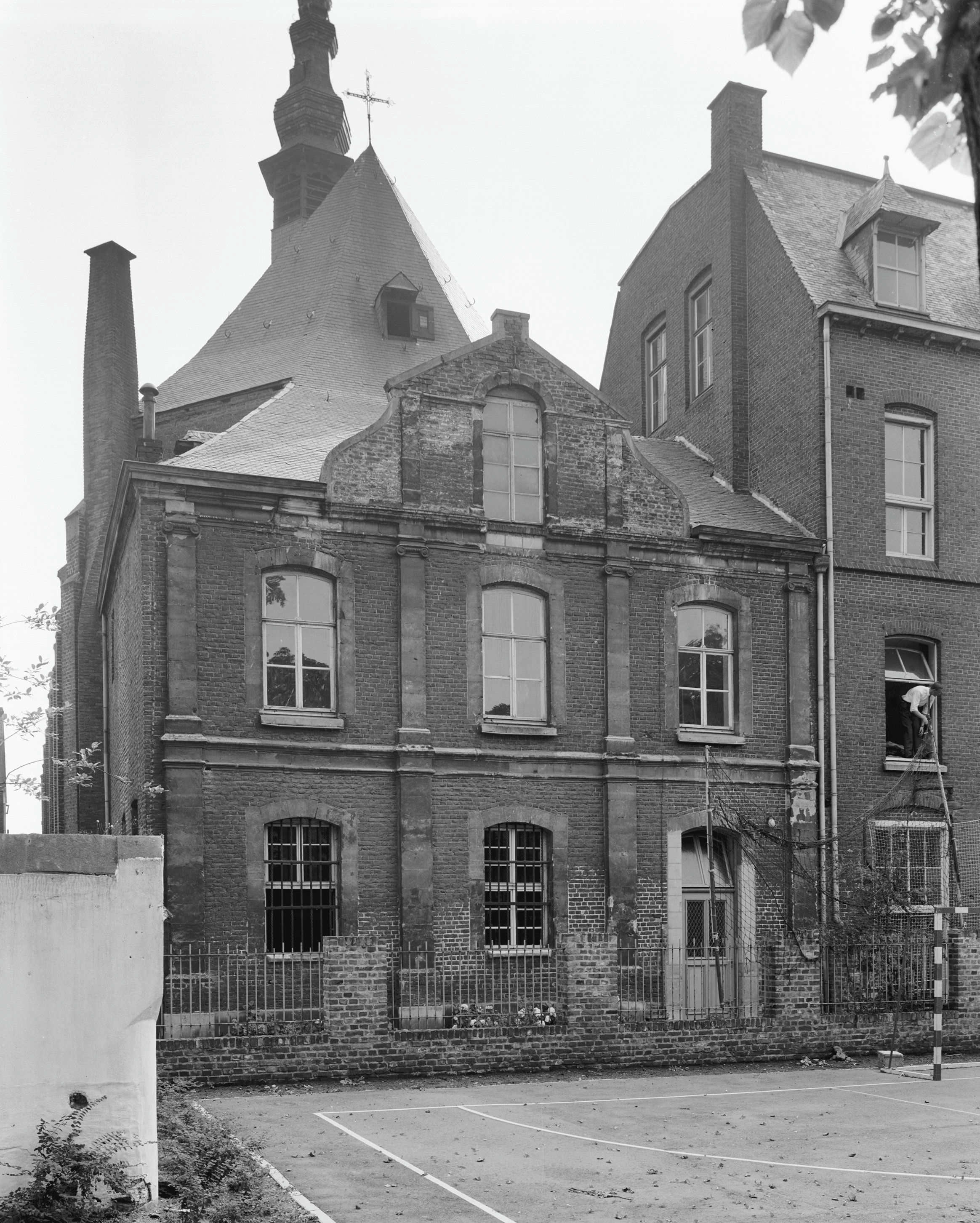
Achtergevel (sacristie) in 1964
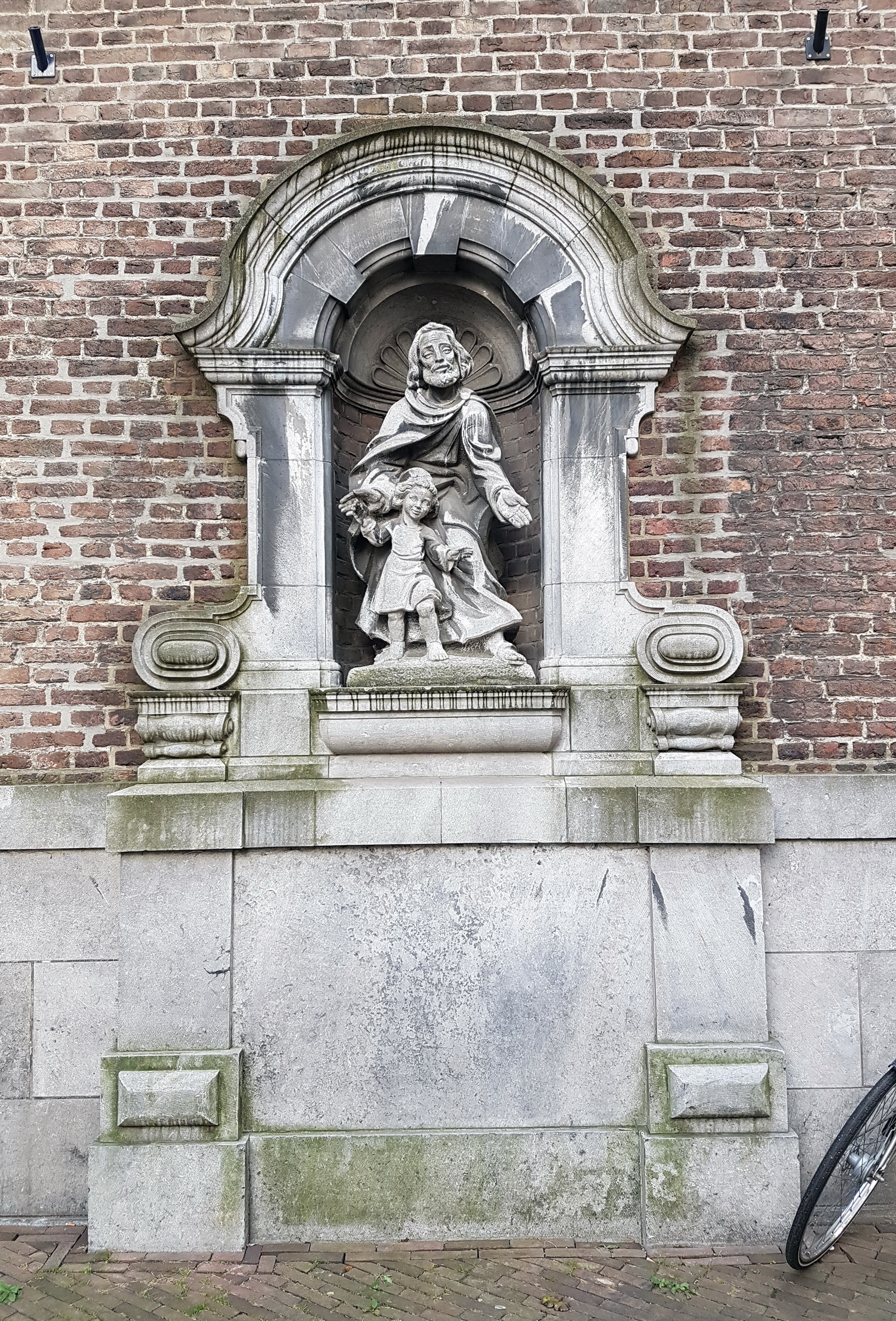
Sint-Jozef (noordgevel)

### Interieur
Het barokinterieur is grotendeels in originele staat bewaard gebleven. Alleen de kerkbanken en de glas-in-loodramen (Atelier F. Nicolas en Zonen, 1893-94) zijn van later datum. Het koorhek en het koorgestoelte van de dominicanen zijn al in de Franse tijd verwijderd. Zeer bijzonder is de 17e-eeuwse lambrisering met de daarin ingebouwde deuren en biechtstoelen, versierd met uitbundig houtsnijwerk. Aan de noordzijde zijn vrouwelijke dominicaanse heiligen afgebeeld, afgewisseld met bloem- en vruchtmotieven; aan de zuidzijde mannelijke heiligen. In de kroonlijst zijn botanische motieven verwerkt. Te herkennen zijn tientallen plantensoorten, voornamelijk afkomstig uit Zuid-Europa en Zuid-Amerika. De barokke preekstoel dateert uit 1668; het barokke hoogaltaar uit het begin van de 18e eeuw. Op het tochtportaal achter in de kerk is het jaartal 1709 te lezen. Het orgel is gebouwd in 1782 door de Duitse orgelbouwer Christian Ludwig König en is in 1920 verbouwd. De kerk is rijk aan schilderijen en beelden, vooral van dominicaanse heiligen, maar ook van de Sittardse patroonheilige Sint-Rosa.

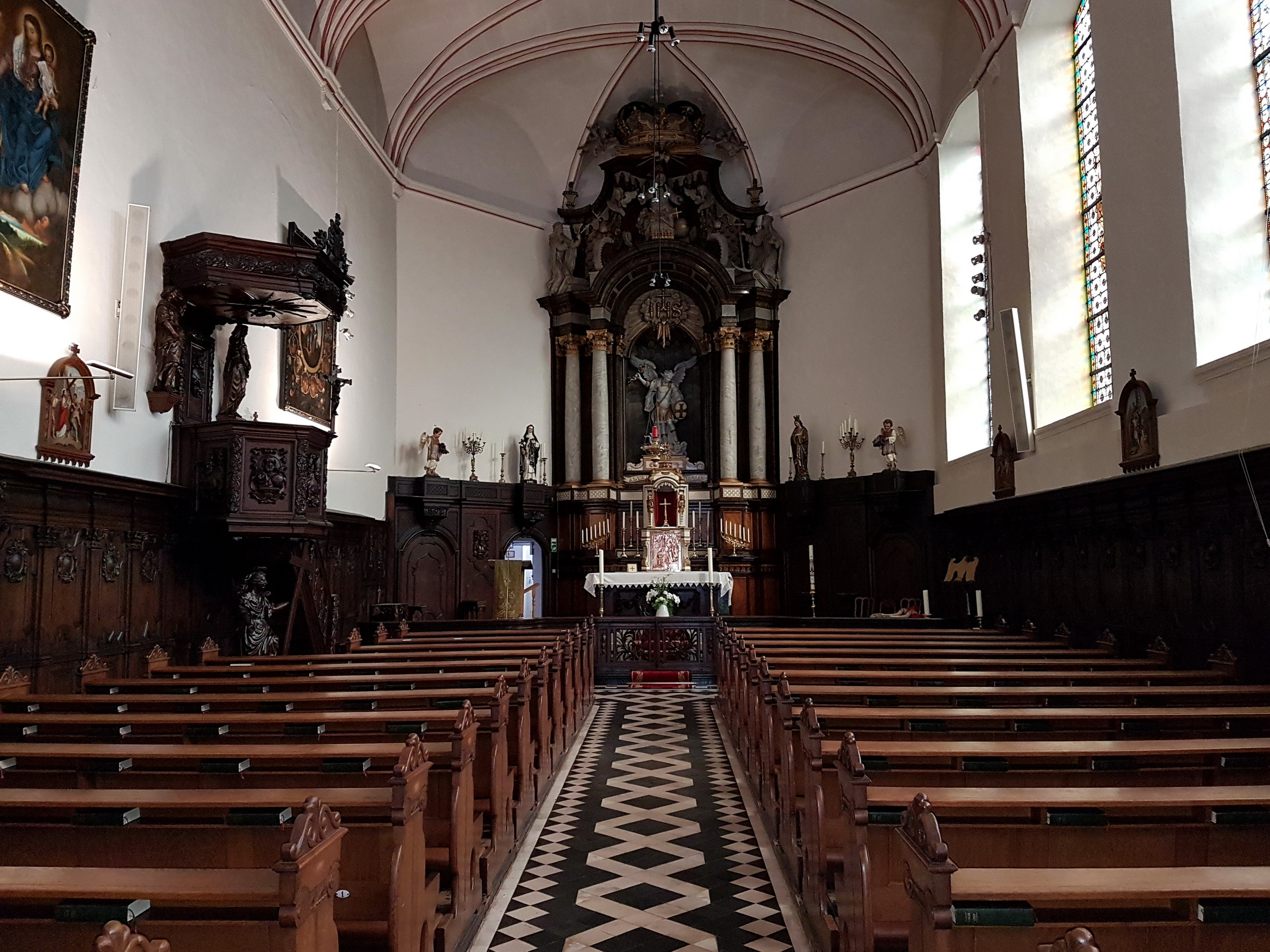
Gezicht op het altaar
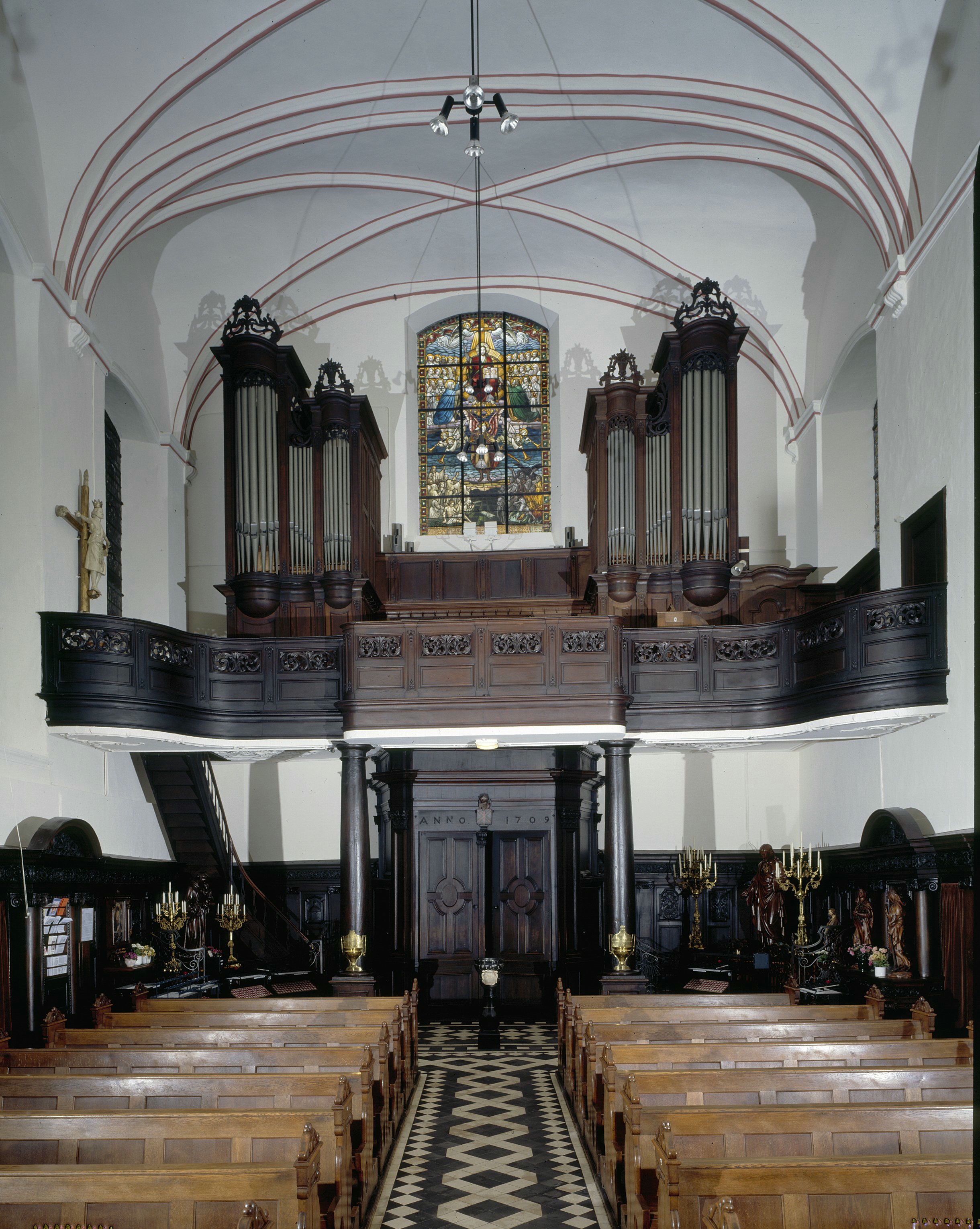
Gezicht op het orgel
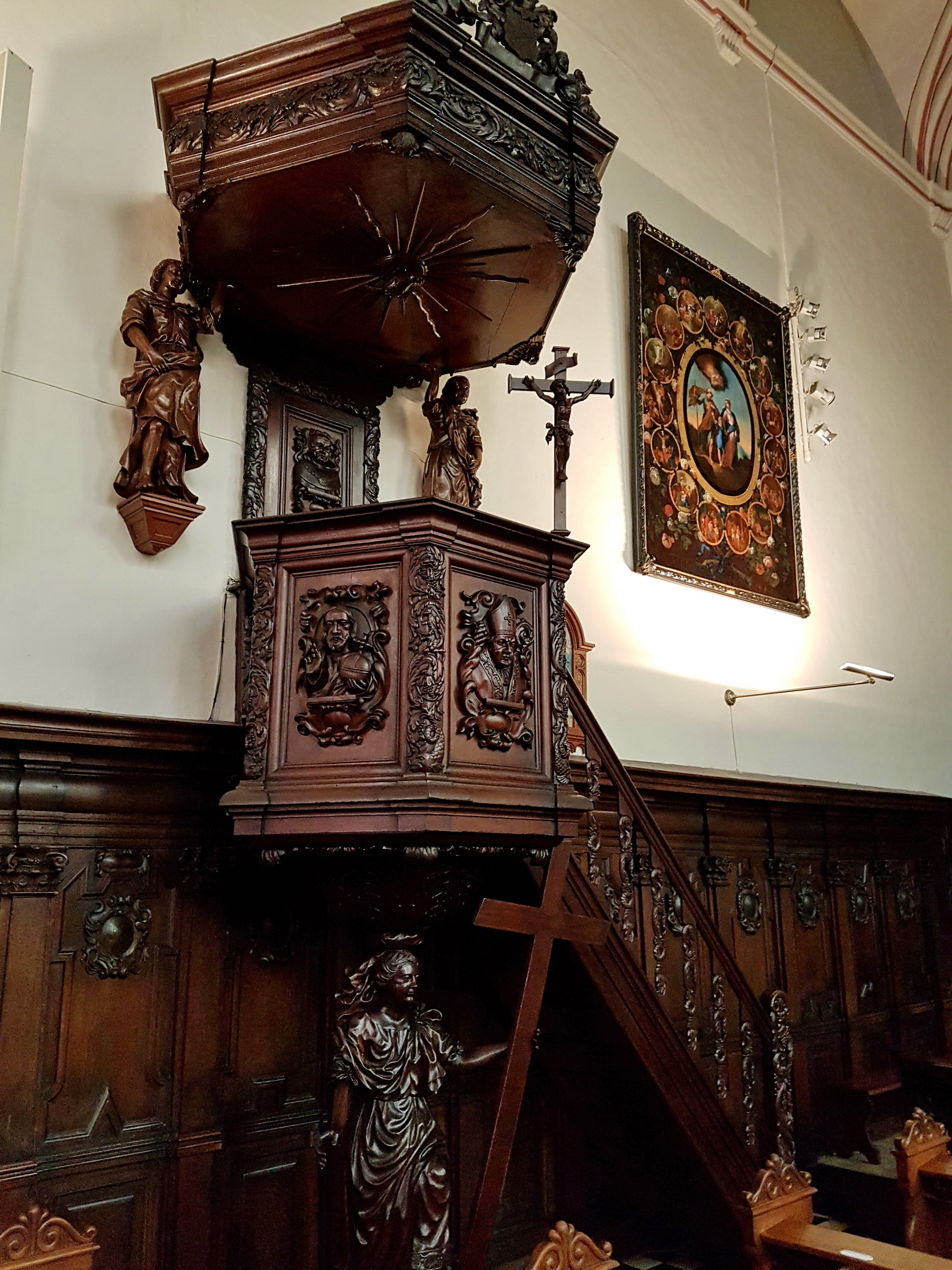
Barokke preekstoel, 1668
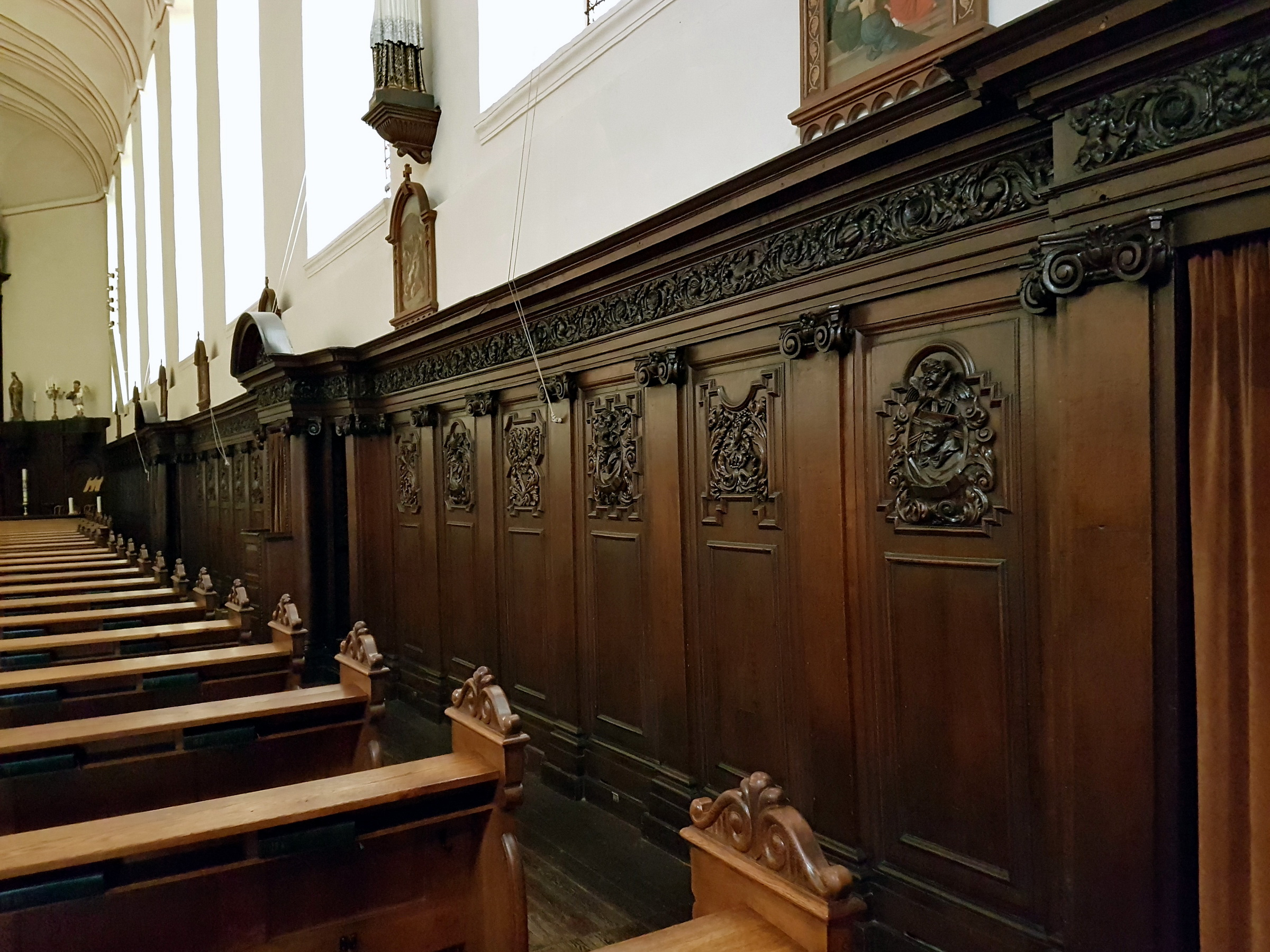
Lambrisering en biechtstoelen
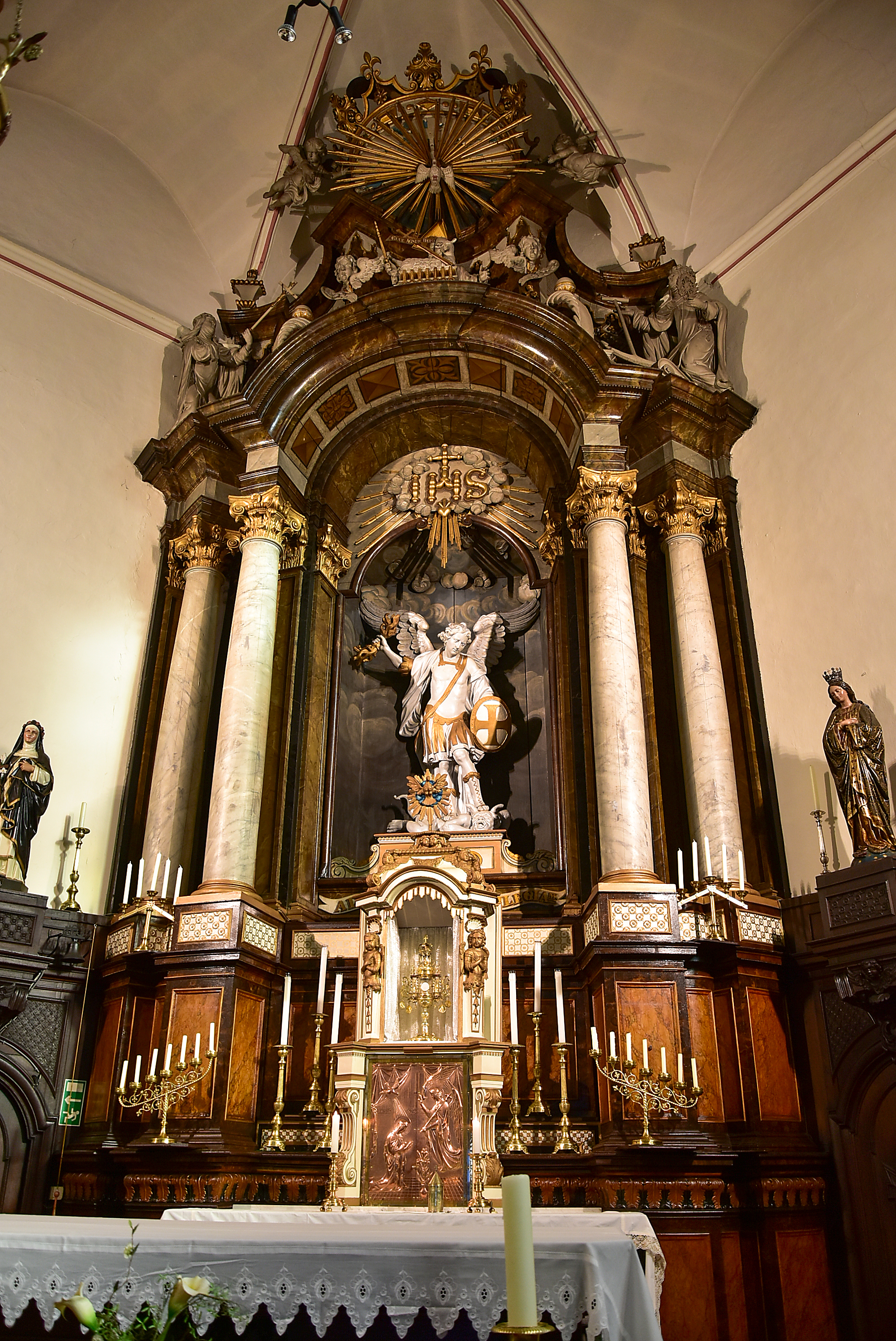
Hoogaltaar

## Trivia
In deze kerk vond in 1938 een merkwaardige gebeurtenis plaats. Tijdens de hoogmis voor de Sint-Rosaprocessie ontsnapte de circusleeuw Asor en deze liep – tot grote schrik van de aanwezige gelovigen – de kerk binnen via het middenpad tot aan het altaar. De leeuwentemmer Carlo Stevens arriveerde vrij snel om de leeuw naar buiten te voeren. Aldus kwamen de gelovigen met de schrik vrij. Een zandstenen leeuwtje rechts van de ingang herinnert aan deze gebeurtenis.